# Lijst van vlaggen van Canadese deelgebieden
Dit artikel bevat een lijst van vlaggen van Canadese deelgebieden. Canada bestaat uit dertien deelgebieden: tien provincies en drie territoria.

## Provinciale vlaggen
| Kaart | Provincie                | Vlag | Artikel over de vlag              | Ratio | Ingebruikname     |
| ----- | ------------------------ | ---- | --------------------------------- | ----- | ----------------- |
|       | Alberta                  |      | Vlag van Alberta                  | 1:2   | 1 juni 1968       |
|       | Brits-Columbia           |      | Vlag van Brits-Columbia           | 3:5   | 20 juli 1960      |
|       | Manitoba                 |      | Vlag van Manitoba                 | 1:2   | 12 mei 1966       |
|       | New Brunswick            |      | Vlag van New Brunswick            | 5:8   | 24 februari 1965  |
|       | Newfoundland en Labrador |      | Vlag van Newfoundland en Labrador | 1:2   | 28 mei 1980       |
|       | Nova Scotia              |      | Vlag van Nova Scotia              | 1:2   | 24 maart 1964     |
|       | Ontario                  |      | Vlag van Ontario                  | 1:2   | 21 mei 1965       |
|       | Prince Edward Island     |      | Vlag van Prince Edward Island     | 2:3   | 24 maart 1964     |
|       | Québec                   |      | Vlag van Québec                   | 2:3   | 21 januari 1948   |
|       | Saskatchewan             |      | Vlag van Saskatchewan             | 1:2   | 22 september 1969 |

## Territoriale vlaggen
| Kaart | Territorium           | Vlag | Artikel over de vlag              | Ratio | Ingebruikname   |
| ----- | --------------------- | ---- | --------------------------------- | ----- | --------------- |
|       | Northwest Territories |      | Vlag van de Northwest Territories | 1:2   | 31 januari 1969 |
|       | Nunavut               |      | Vlag van Nunavut                  | 1:2   | 1 april 1999    |
|       | Yukon                 |      | Vlag van Yukon                    | 1:2   | 1 maart 1968    |